# Sanghyeon-dong
Sanghyeon-dong (koreanska: 상현동)  är en stadsdel i staden Yongin i provinsen Gyeonggi, i den nordvästra delen av Sydkorea, 30 km söder om huvudstaden Seoul. Den ligger i stadsdistriktet Suji-gu.

## Indelning
Administrativt är Sanghyeon-dong indelat i:
| Namn    | Namn                 | Yta km² | Invånare 31 dec 2020 |
| ------- | -------------------- | ------- | -------------------- |
| 상현1동 | Sanghyeon 1(il)-dong | 2,96    | 48 818               |
| 상현2동 | Sanghyeon 2(i)-dong  | 1,97    | 34 148               |

Den 6 september 2021 delades Sanghyeon 1-dong upp på två administrativa stadsdelar, den nya heter Sanghyeon 3-dong.